# Rue Montmartre
Pour les articles homonymes, voir Montmartre (homonymie).
La rue Montmartre est une voie ancienne des 1er et 2e arrondissements de Paris. Elle se prolonge en direction du nord, au-delà du boulevard Montmartre, par la rue du Faubourg-Montmartre.

## Situation et accès
Située dans les quartiers des Halles, Vivienne et du Mail la rue Montmartre, d'une longueur de 939 m débute rue Rambuteau, et rue Montorgueil et finit boulevard Montmartre et boulevard Poissonnière.

## Origine du nom
La rue Montmartre est distincte du quartier de la butte Montmartre, mais en était l'ancienne route qui permettait de s'y rendre.
Cette étymologie vient-elle de mons Martis, « mont de Mars » , parce qu'il existait sur ce mont, du temps de la domination des Romains dans les Gaules, un temple dédié à Mars ?
Ou bien de mons Martyrum, « mont des Martyrs », parce que l'on croit généralement que saint Denis et ses deux compagnons, Rustique et Éleuthère, furent martyrisés sur ce mont vers le milieu du IIIe siècle ?
Les historiens sont partagés entre ces deux opinions. Jean de La Tynna croit plutôt que Montmartre vient de « Mont-Martroi », parce que, sous les Romains, on exécutait les criminels sur des hauteurs près des grandes villes.

## Historique
La rue Montmartre est distincte du quartier de la butte Montmartre, mais était l'ancienne route qui permettait de s'y rendre.
Elle prit forme quand Louis VI, vers 1137, créa le marché des Halles. Elle rejoignait un ancien chemin descendant de la butte Montmartre et devint l'un des axes majeurs du quartier.
La partie située à l’intérieur de la muraille de Philippe Auguste était appelée « rue de la Porte Montmartre », laquelle se situait aux environs du no 30 de la rue.
Elle est citée dans Le Dit des rues de Paris de Guillot de Paris sous la forme « rue de Monmatre ».
Au XIVe siècle, la partie de cette rue située à l’intérieur de la muraille de Philippe Auguste, c'est-à-dire entre l'église Saint-Eustache et la rue des Fossés-Montmartre, se nommait « rue de la Porte-Montmartre », à cause de la porte Montmartre qui, à cette époque, était entre les rues Neuve-Saint-Eustache et des Fossés-Montmartre, aux environs du no 30 de la rue actuelle.
Sous Charles V, la porte Montmartre fut déplacée vers le nord au niveau de la rue Léopold-Bellan. Cette voie, avec la porte de l'enceinte de Charles V, est représentée sur l'un des plans les plus vieux de Paris, le plan de Truschet et Hoyau de 1550, sous le nom de « LA GRANT R. MONMARTRE ».

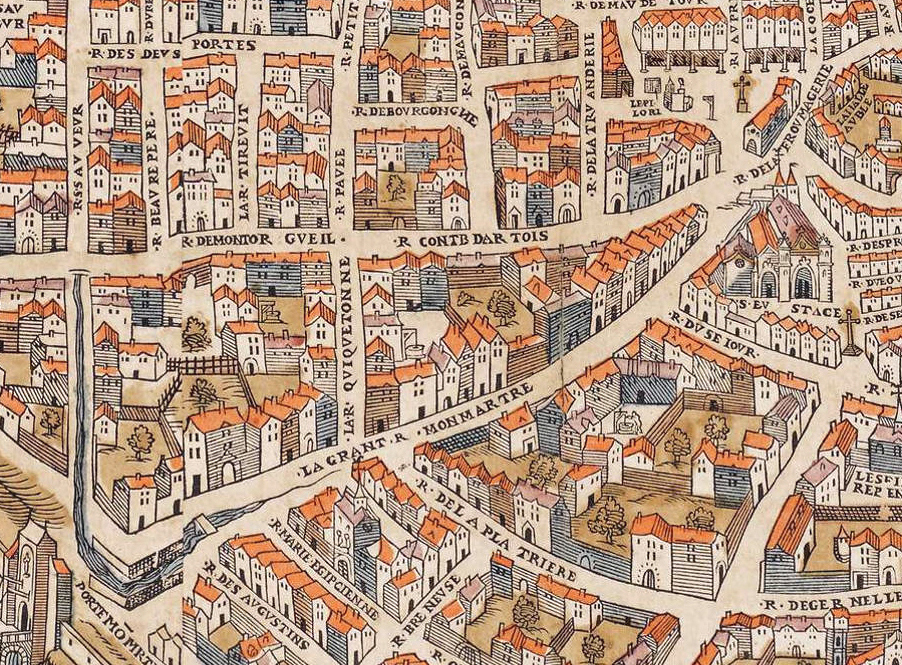
La (grande) rue Montmartre, dans le plan de Truschet et Hoyau (vers 1550).

Elle est citée sous le nom de « rue de Montmartre » dans un manuscrit de 1636 dont le procès-verbal de visite, en date du 22 avril 1636, indique : « fort orde, salle et pleine d'immundices ».
Dans son ouvrage Description de la ville et des fauxbourgs de Paris en vingt planches, Jean de la Caille indique que la partie située dans le quartier de Saint-Eustache débute à la pointe Saint-Eustache et Pont Alais, au coin de la rue Traînée, et se termine a l'angle des rues Neuve-Saint-Eustache, et des Fossés-Montmartre attenant à la Boucherie et le reste, situé dans le quartier de Montmartre, « la rue Neuve-Montmartre, où Montmartre, qui commence aux coins des rues des Fossés-Montmartre et Neuve-Saint-Eustache, et finit à l'extrémité du Faubourg-Montmartre jusqu'à Notre-Dame-de-Lorette ». La première partie comprend 116 maisons et 24 lanternes publiques et la seconde partie 83 maisons et 27 lanternes publiques.
Une décision ministérielle, en date du 23 brumaire an VIII (14 novembre 1799), signée Quinette, fixe la moindre largeur de cette voie publique à 10 mètres. Les arrêtés préfectoraux des 4 mai et 17 décembre 1842 fixent la moindre largeur de la rue Montmartre à 15 mètres.
En 1817, la rue Montmartre commençait place de la Pointe Saint-Eustache et rue Trainée et finissait aux 1-2, boulevard Montmartre et 31, boulevard Poissonnière.

Les numéros de la rue étaient noirs. Le dernier numéro impair était le no 183 et le dernier numéro pair était le no 182.

Les numéros impairs de 1 à 141 et l'ensemble des numéros pairs étaient situés dans l'ancien 3e arrondissement, les nos 1 à 49 et nos 2 à 72 quartier Saint-Eustache, les nos 51 à 141 quartier du Mail et les nos 74 à 182 quartier Montmartre.

Les numéros impairs de 143 à 183 étaient situés dans l'ancien 2e arrondissement, quartier Feydeau.
Parmi les voies perpendiculaires à la Seine, la rue Montmartre est depuis des siècles une des plus importantes de Paris. C'est évidemment le courant naturel de la circulation entre les quartiers du nord et les Halles Centrales. Aussi, dès l'année 1844, le Conseil Municipal avait il résolu de lui assigner une largeur convenable de 15 mètres. Une ordonnance royale du 25 mars 1845, porte ce qui suit:
Article 2 : Est déclarée d'utilité publique, l'exécution du plan dans la partie comprise entre la pointe Saint-Eustache et la rue Neuve-Saint-Eustache
Article 3 : En conséquence, la Ville de Paris est autorisée à acquérir, soit à l'amiable, soit par la voie de l'expropriation, les immeubles compris dans les limites ci-dessus indiquées, le tout conformément aux divisions décrétées dans la délibération du Conseil Municipal de Paris, des 20 août et 29 novembre 1844.
L'élargissement en question n'a été réalisé que jusqu'à la rue Mandar, en 1847, 1848, 1851 et 1852.
L'élargissement de la partie située de la rue Mandar jusqu'à la rue Neuve-Saint-Eustache n'était pas encore terminée en 1863.

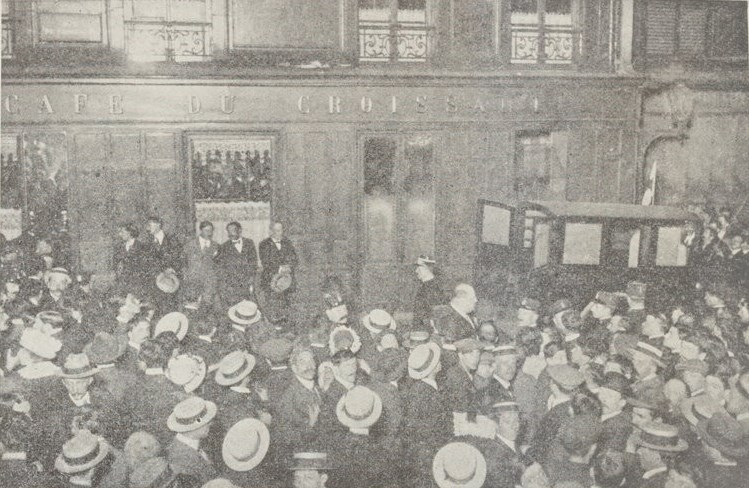
Assassinat de Jaurès : l'ambulance et la foule devant le Café du Croissant en juillet 1914.
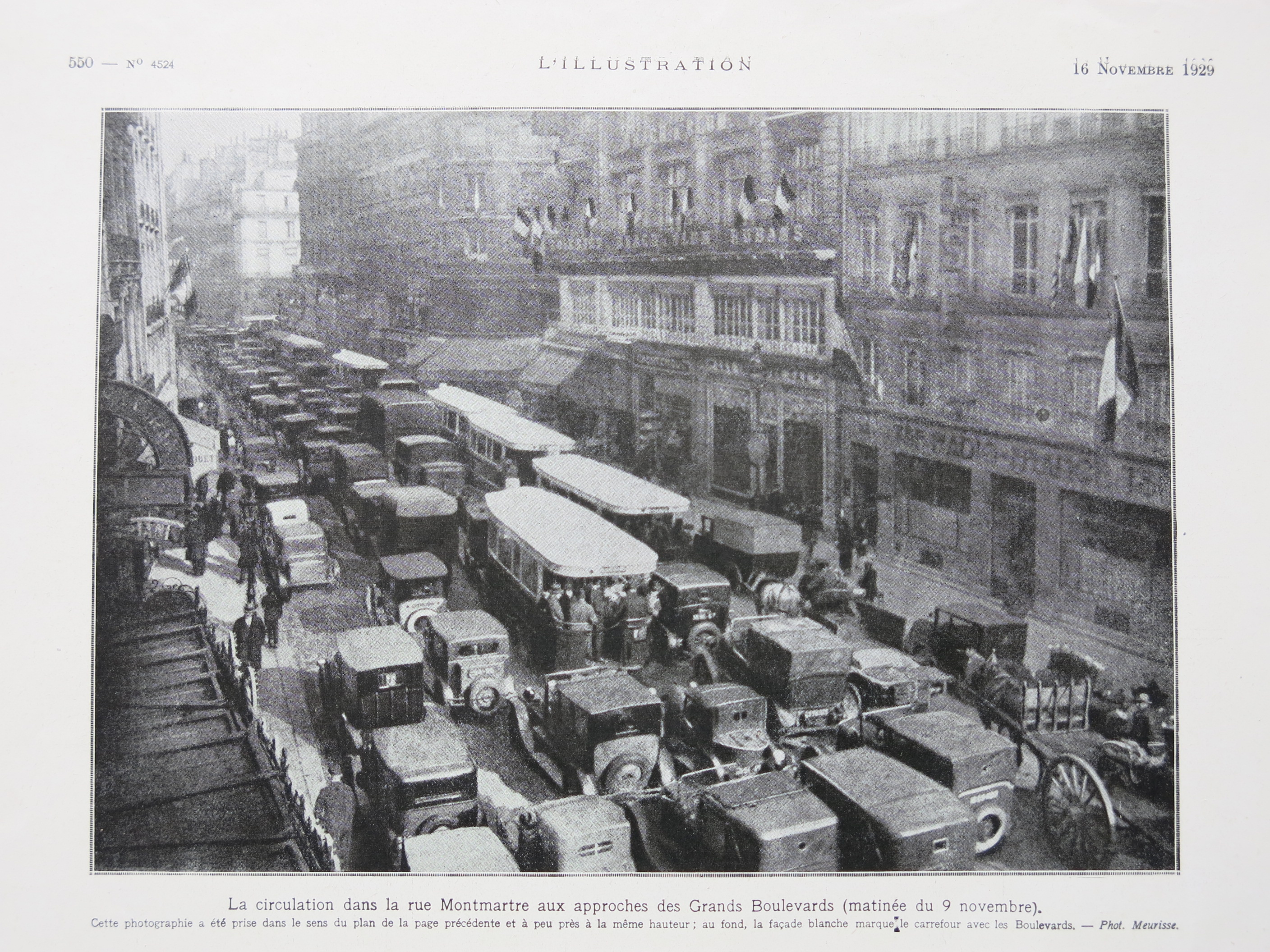
La rue Montmartre aux approches des grands boulevards en 1929.
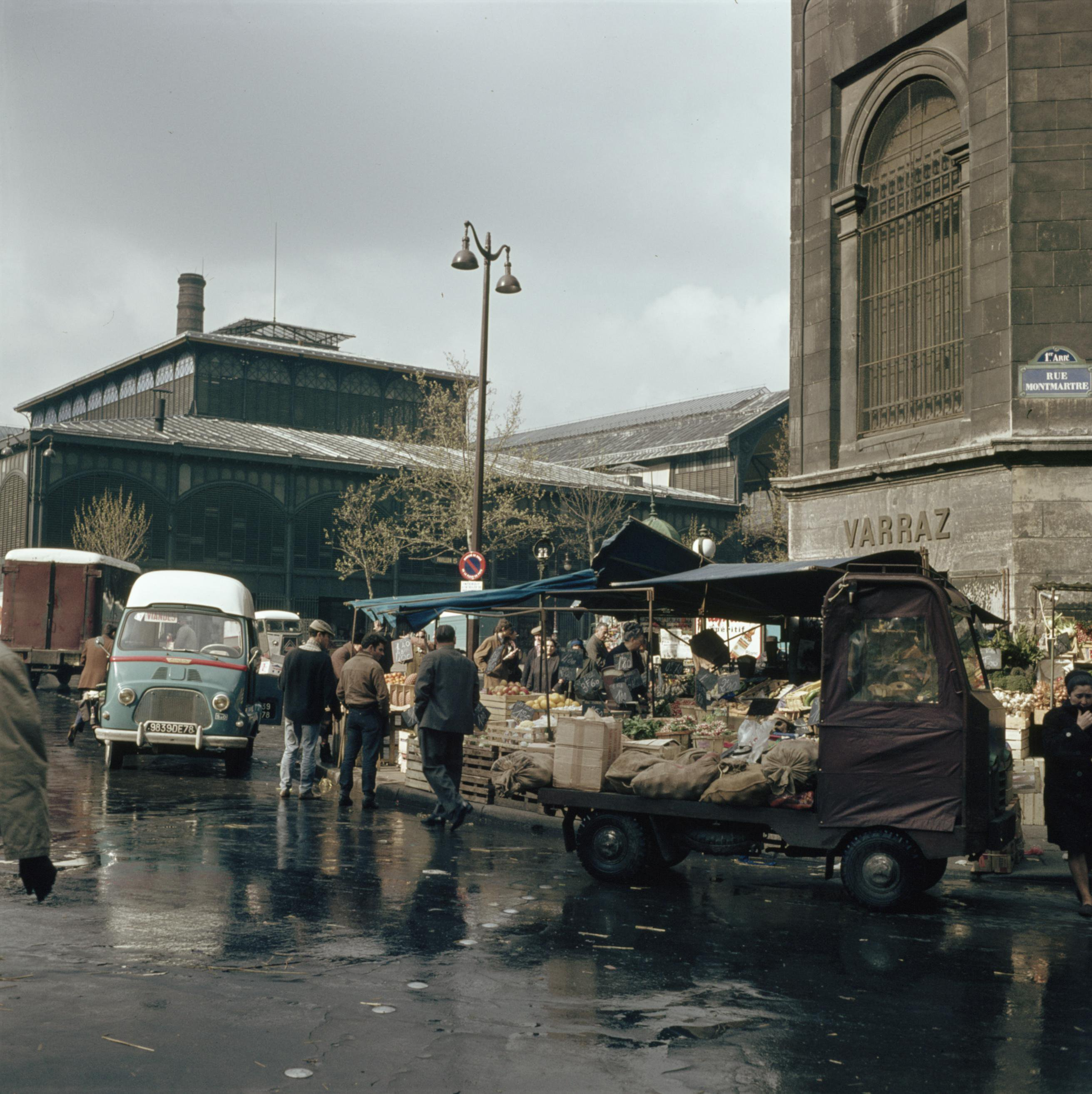
La rue Montmartre à proximité des Halles en 1960.
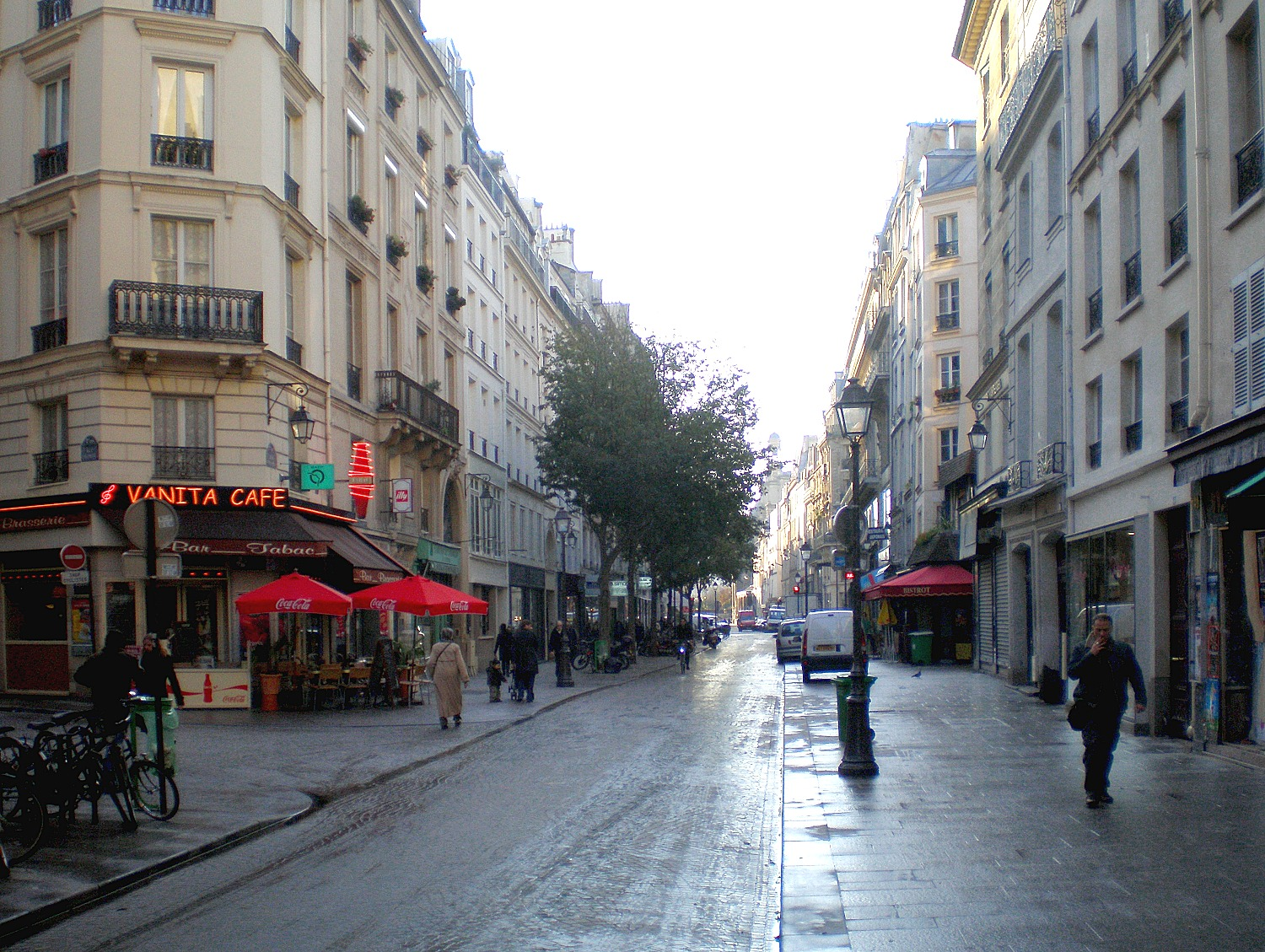
La rue Montmartre en 2007.

## Bâtiments remarquables et lieux de mémoire
- no 14 emplacement, au XIXe siècle, d'un dépôt du magasin du Docteur Pierre[8].
- No 30 : emplacement de l'ancienne porte Montmartre de l'enceinte de Philippe Auguste.

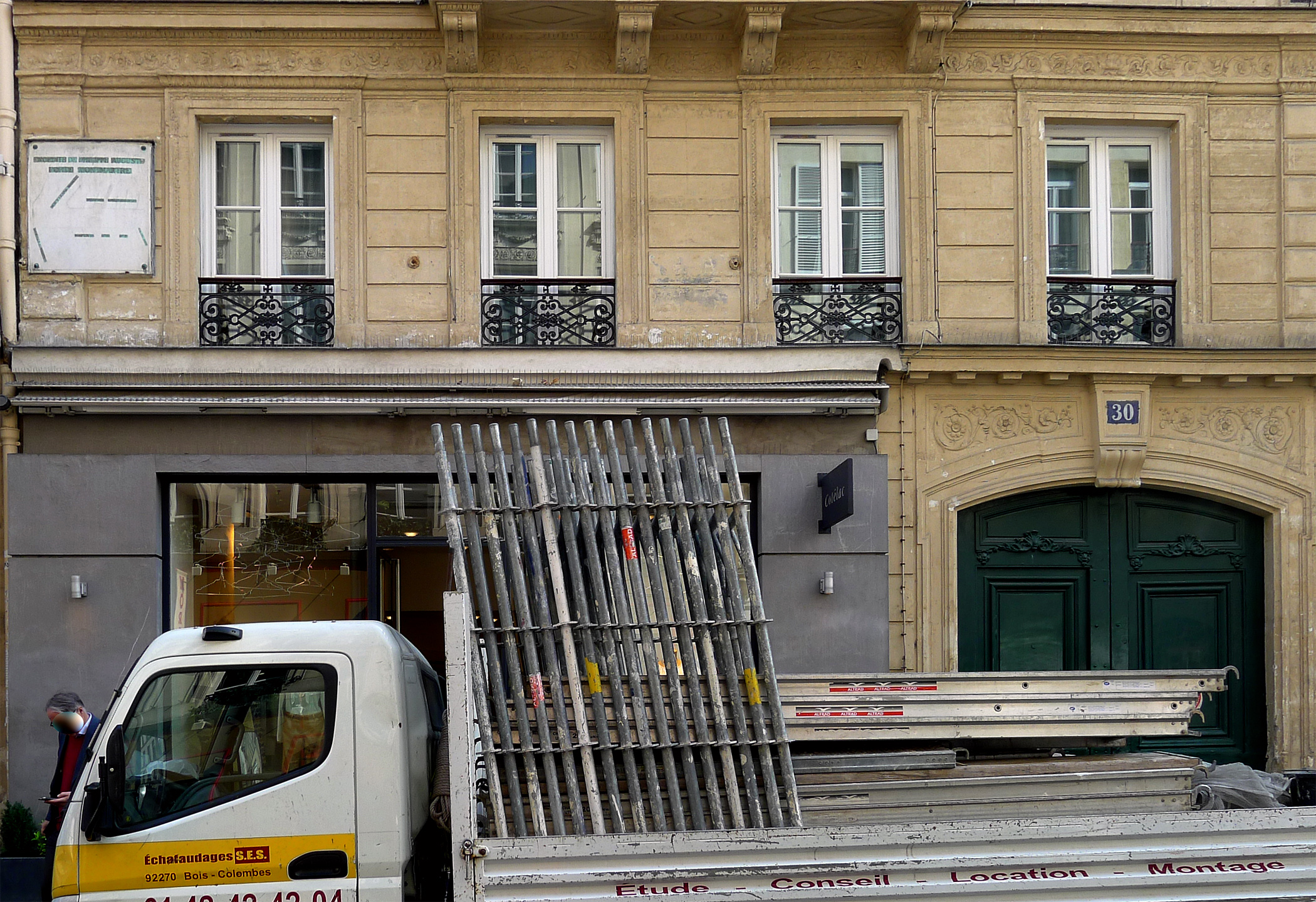
No 30 de la rue Montmartre avec la plaque historique.
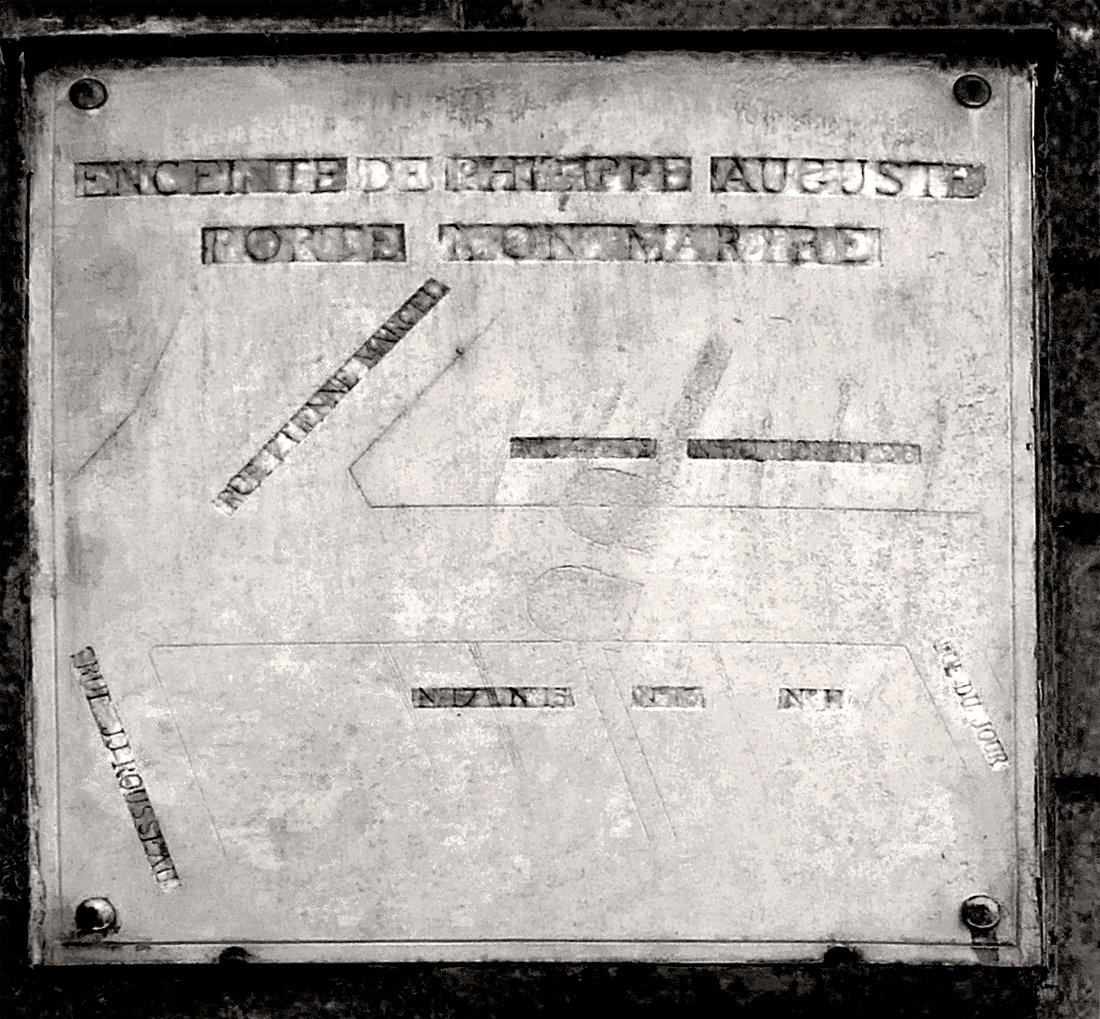
Plaque historique avec le plan de la porte.

- Angle rue Montmartre et de la rue de la Jussienne : emplacement de la chapelle de Sainte-Marie-l'Égyptienne.
- Angle rue Léopold-Bellan/rue Montmartre : Jacques Vergier y fut assassiné par la bande de Cartouche
- No 64 : emplacement de l'hôtel de Tourville
- No 83 : siège du Figaro Magazine de sa fondation aux années 1980[9].
- No 129 : vers 1935, il s'agissait du Club de la Bourse, où Lino Ventura se produisait comme lutteur[10].
- No 115/119 À Saint-Joseph, magasin Henri Esders
- No 136 : immeuble appelé à l’origine hôtel de Mantoue, édifié par l’architecte Edmond Navarre dans le style Restauration[11], malheureusement dénaturé par les boutiques installées au rez-de-chaussée. La façade comporte huit niches abritant chacune une statue de plâtre évoquant l'Antiquité.

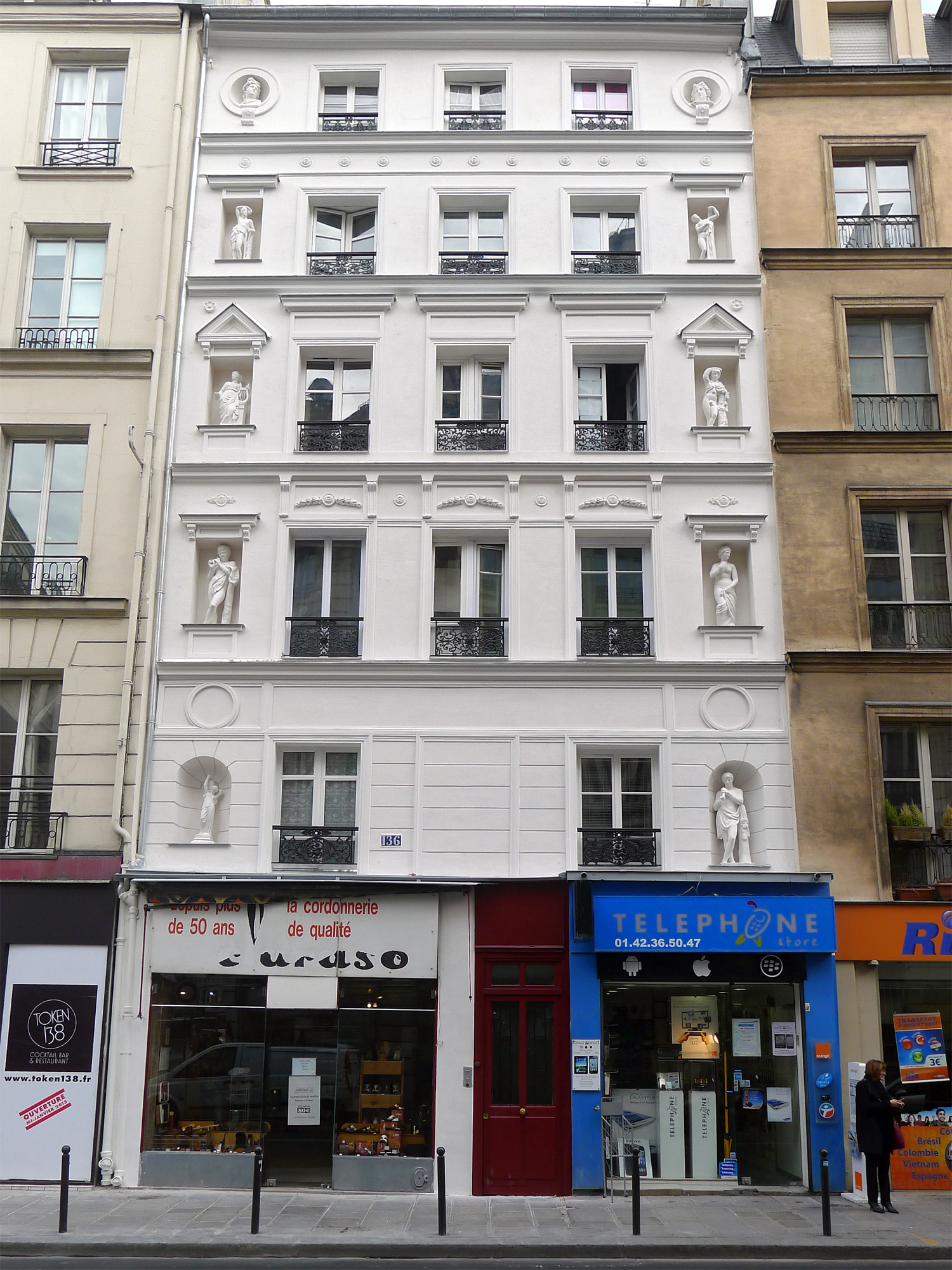
Le no 136.

- No 140 : éditeur de partitions de musique Pascal Tralin (Baubigny 1835 - Maisons-Alfort 1893) connu sous le nom « P. Tralin ».
- No 142 : siège du journal L'Humanité à partir de 1913. En 2011 y ouvre le club privé Silencio, conçu par le réalisateur David Lynch[12].
- No 144 : immeuble à journaux qui a remplacé le marché Saint-Joseph, qui avait lui-même remplacé la chapelle Saint-Joseph, construite en 1640 et détruite au commencement de la Révolution et le cimetière Saint-Joseph où ont été enterrés Molière, en 1673 et La Fontaine, en 1695[13]. La chapelle était située au no 144, au coin de la rue Saint-Joseph, et le marché était au même numéro, rue Saint-Joseph et rue du Croissant. C'est dans cet immeuble, construit en 1883 par l'architecte Ferdinand Bal pour le journal La France, que fut imprimé le numéro de L'Aurore avec l'article « J'accuse… ! » d'Émile Zola, prenant la défense d'Alfred Dreyfus ; une plaque commémorant cet évènement est apposée sur la façade en 2006[14]. Il a également abrité d'autres journaux, tels que Le Radical (de 1884 à 1915) et le Paris. En 2007, dans les sous-sols qui abritaient les imprimeries, ouvre la boîte de nuit Social Club[12], renommée Sacré en 2019[15].

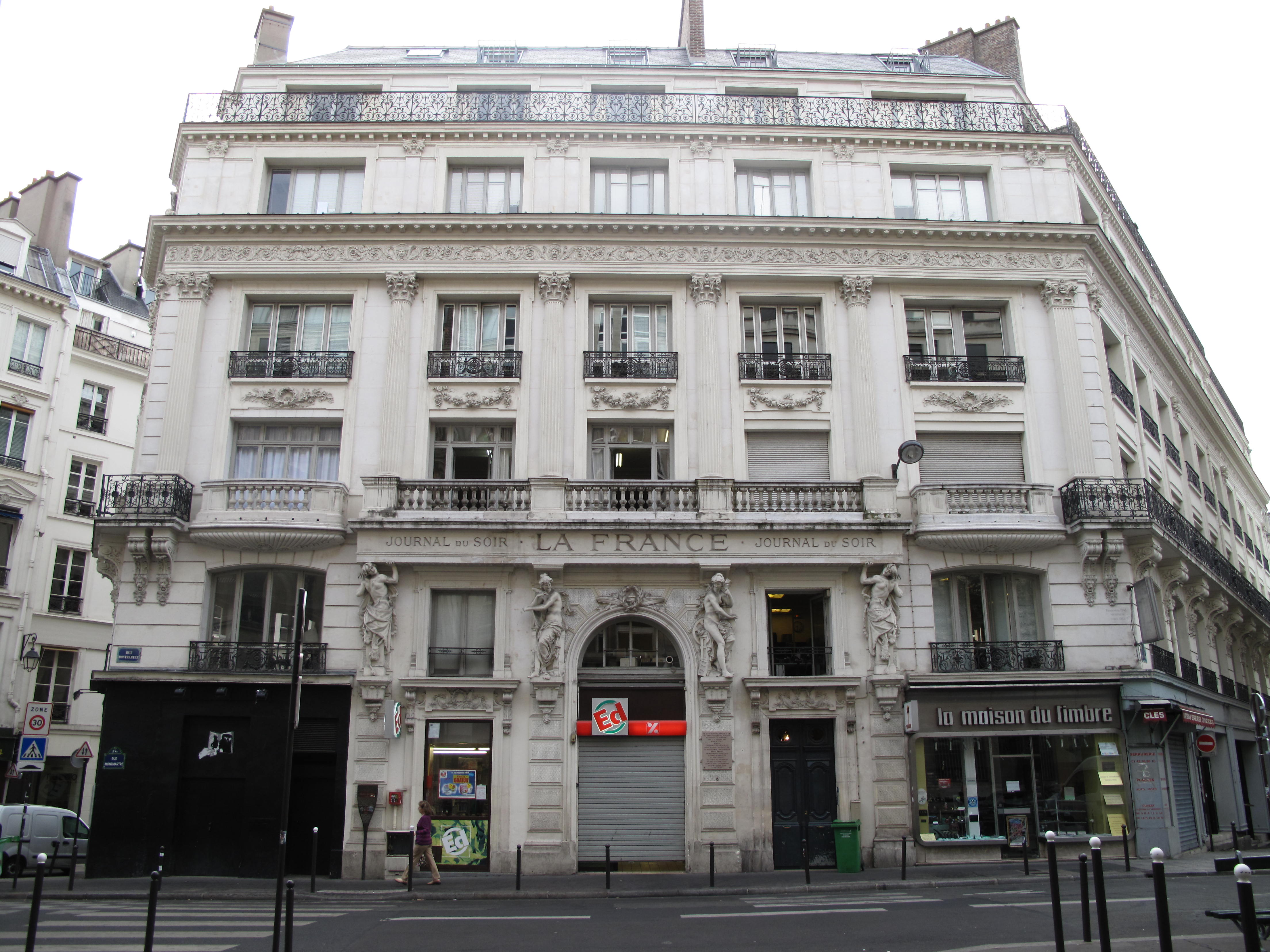
No 144, anciens locaux des journaux La France, Le Radical et L'Aurore.
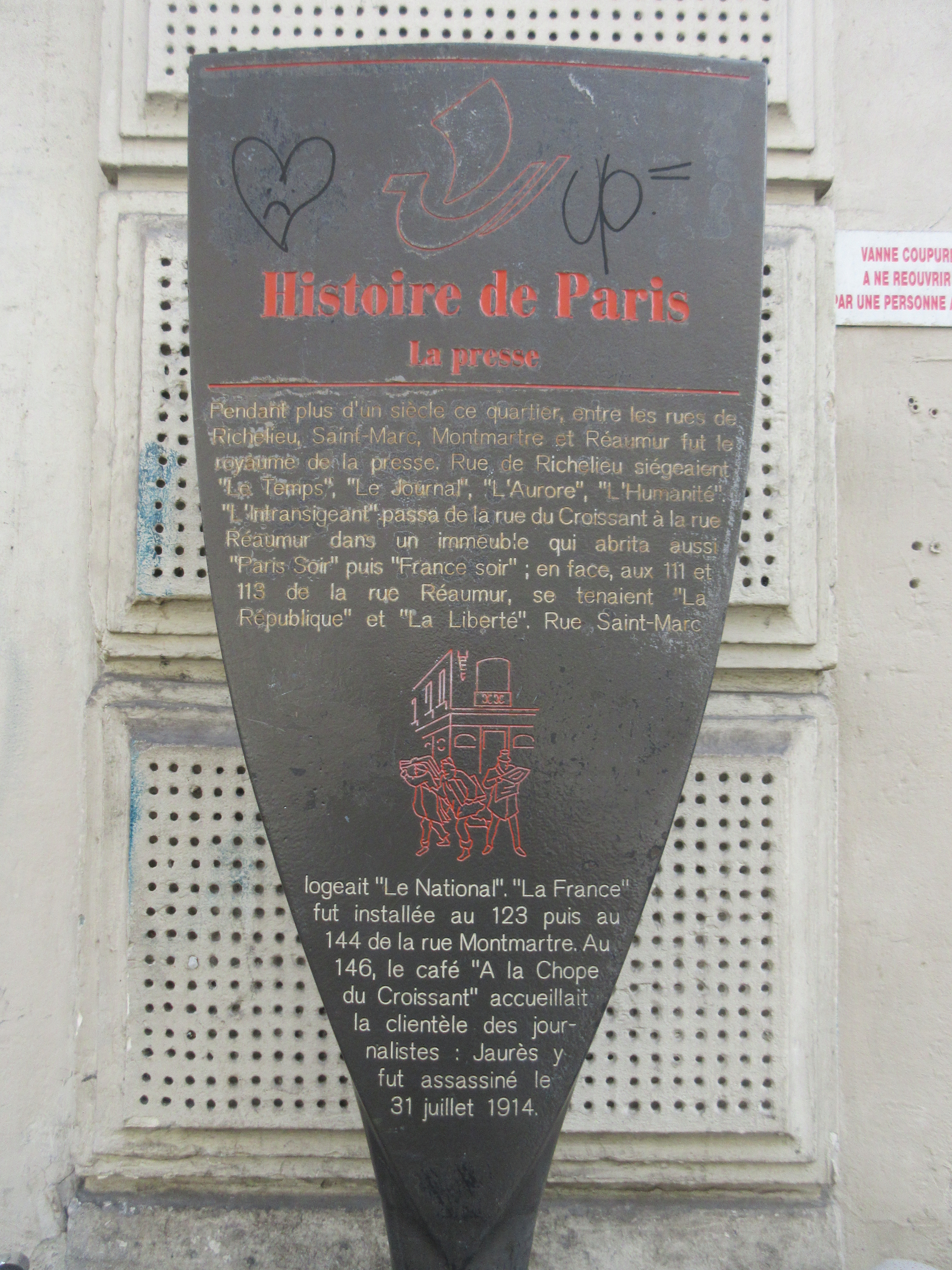
Panneau Histoire de Paris « La Presse »
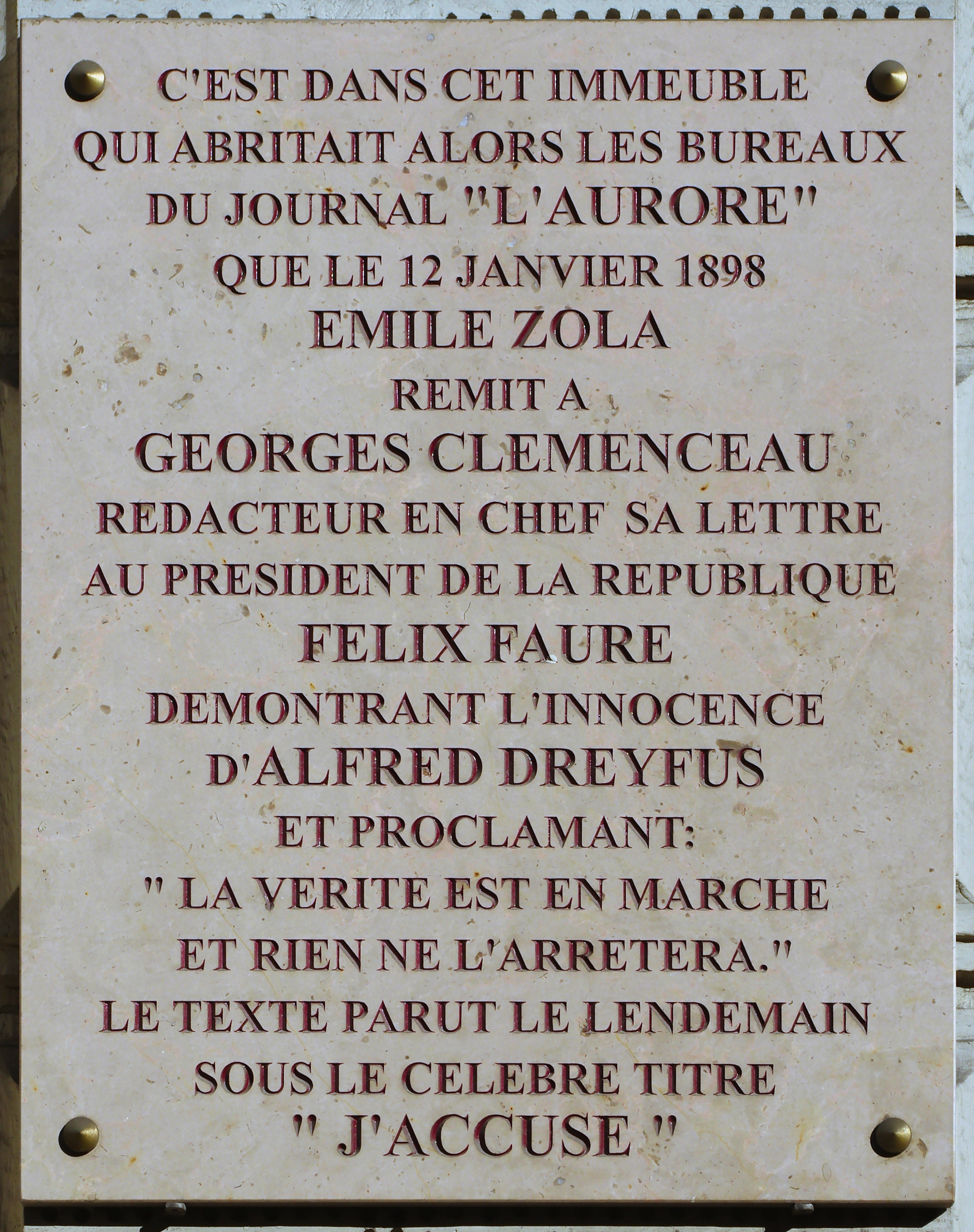
No 144, plaque commémorant l'article « J'accuse… ! » d'Émile Zola.

- No 146, à l’angle du côté pair de la rue du Croissant : le Café du Croissant. Jean Jaurès y fut assassiné par Raoul Villain le 31 juillet 1914 à 21 h 40.

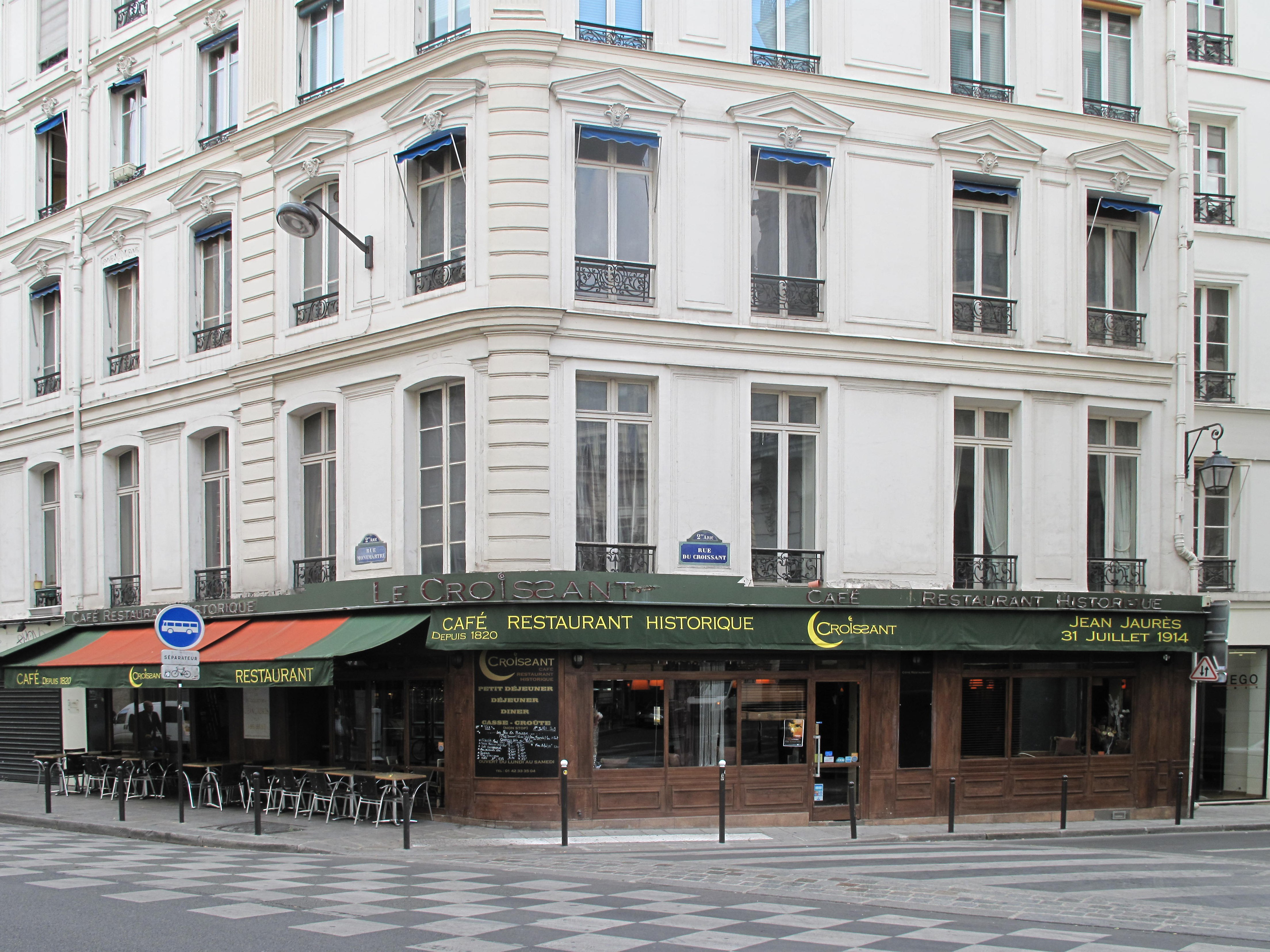
Café du croissant.
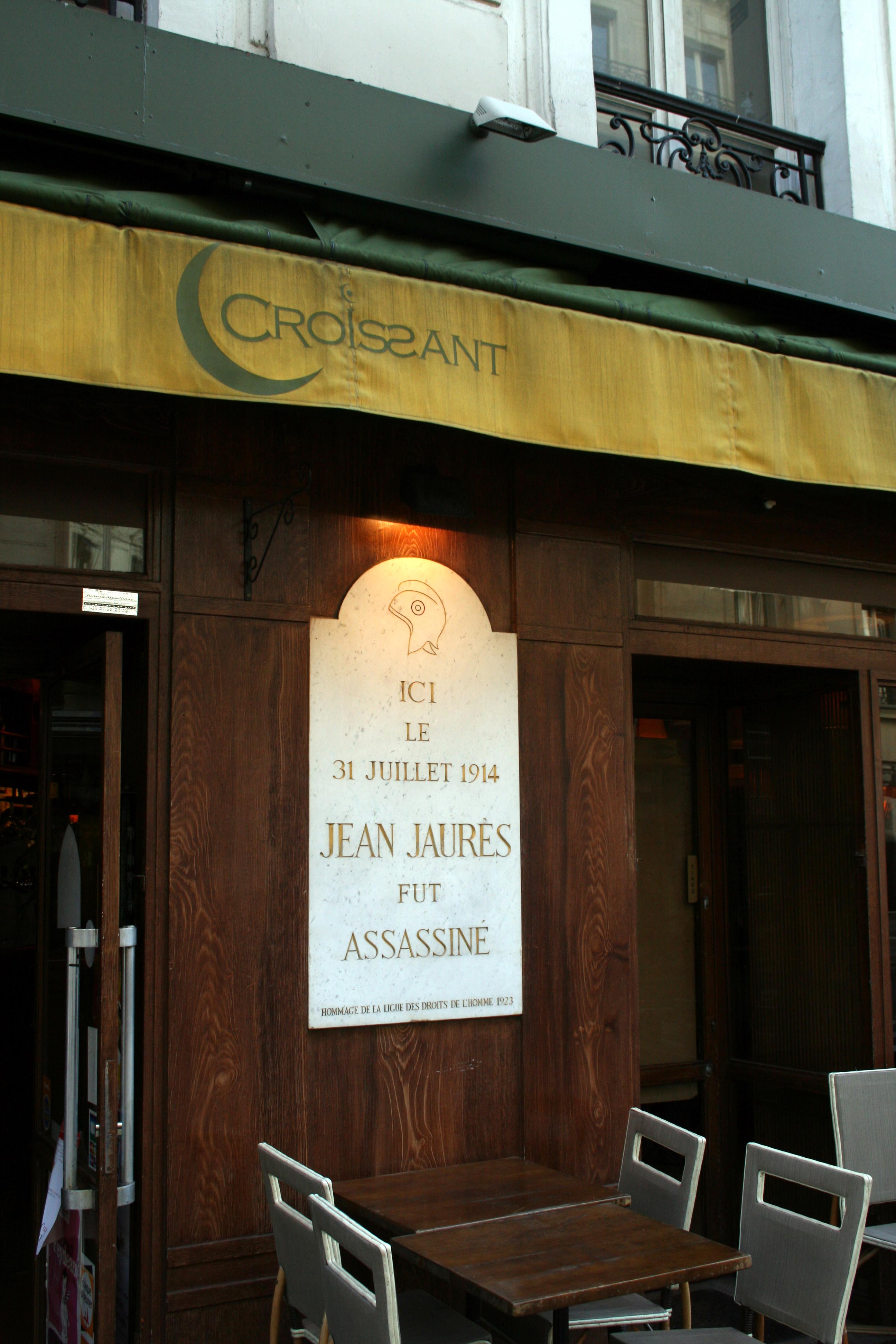
No 146, plaque commémorative au Café du Croissant.

- No 148 : étude de Toussaint-Auguste Gouffé, victime de la malle sanglante de Millery.
- Vis-à-vis de la rue Saint-Marc : emplacement de la fontaine de la rue Montmartre.

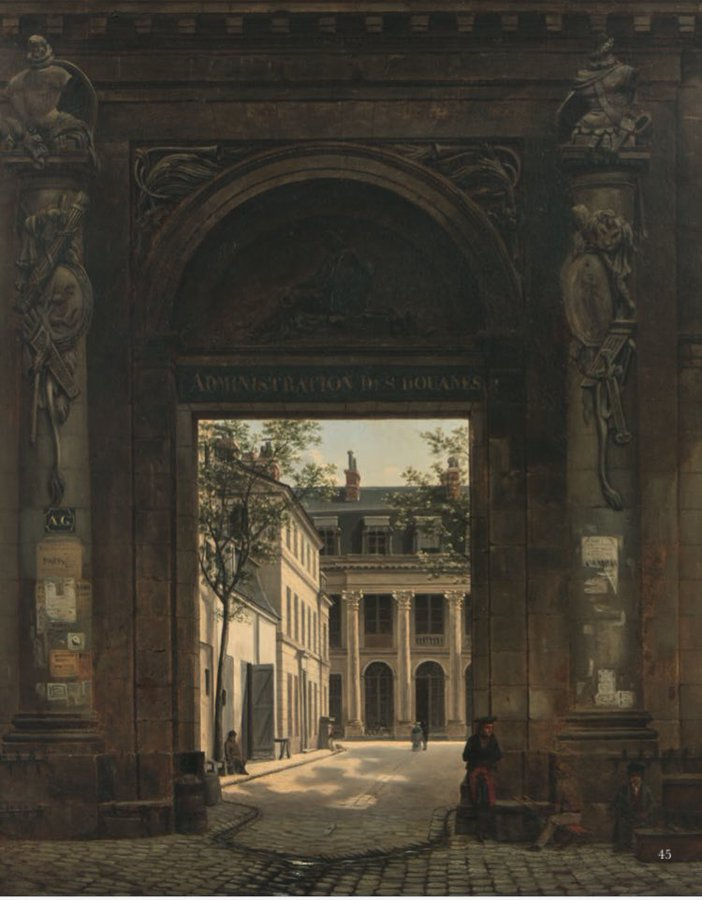
Entrée de l'hôtel d'Uzès vers 1820, par Etienne Bouhot.

- Entrée de l'hôtel d'Uzès vers 1820, par Etienne Bouhot.No 151 : Le passage des Panoramas avec la boutique Stern

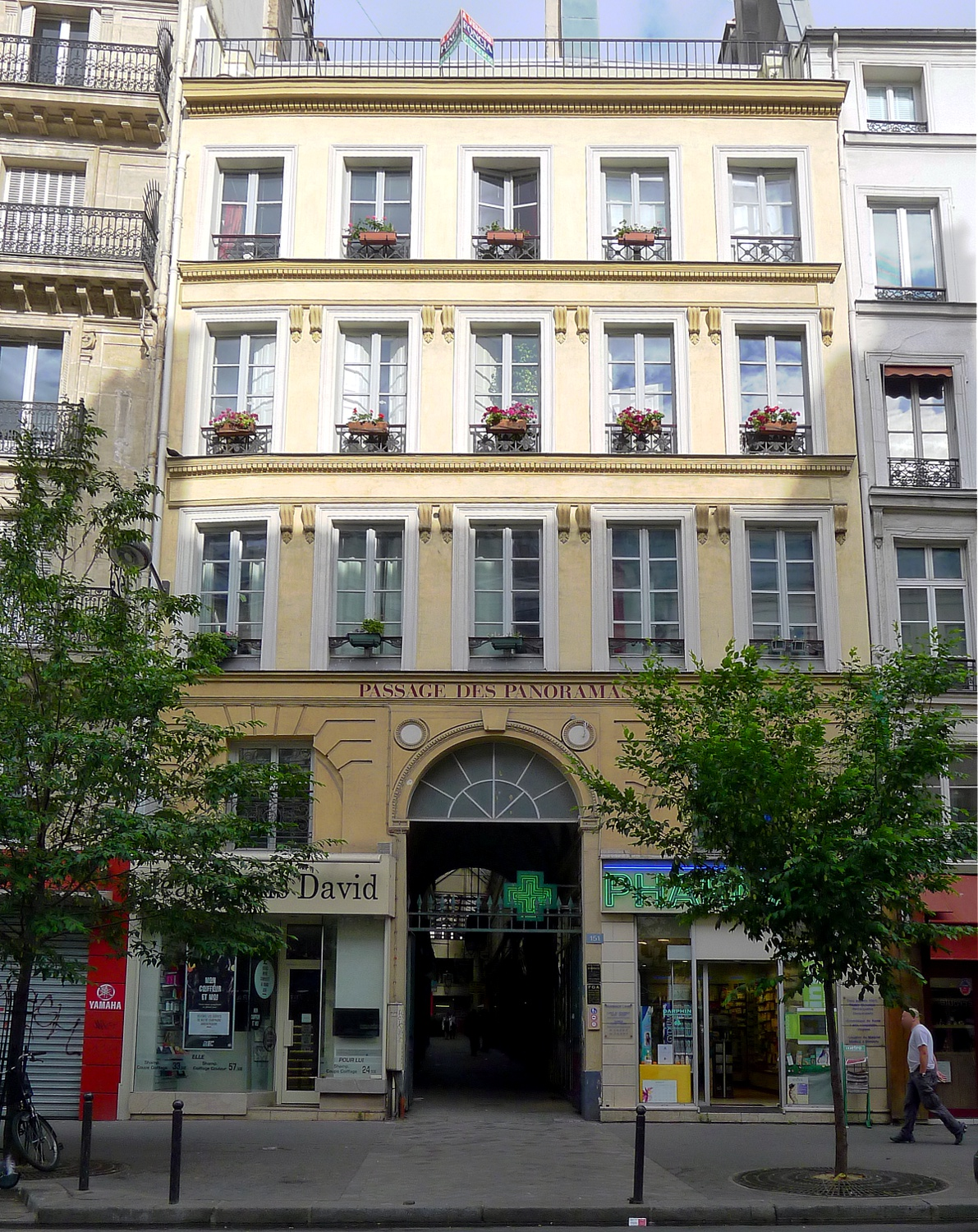
No 151, entrée du passage des Panoramas.

- No 167 : Théâtre La Sirène (ca. 1913), puis Abri (1919-1921), devient Broadway (ca. 1929)[16].
- N° 172 : emplacement de l'hôtel d'Uzès, bâti en 1767 par l'architecte Claude-Nicolas Ledoux, pour François Emmanuel de Crussol, 9e duc d'Uzès. Cet hôtel fut démoli en 1870.

- No 205 : Joseph Lesurques, victime d'une des plus célèbres erreurs judiciaires de l'histoire de France, connue sous le nom de l'affaire du courrier de Lyon, y demeurait le jour de son arrestation.

Autres vues de la rue
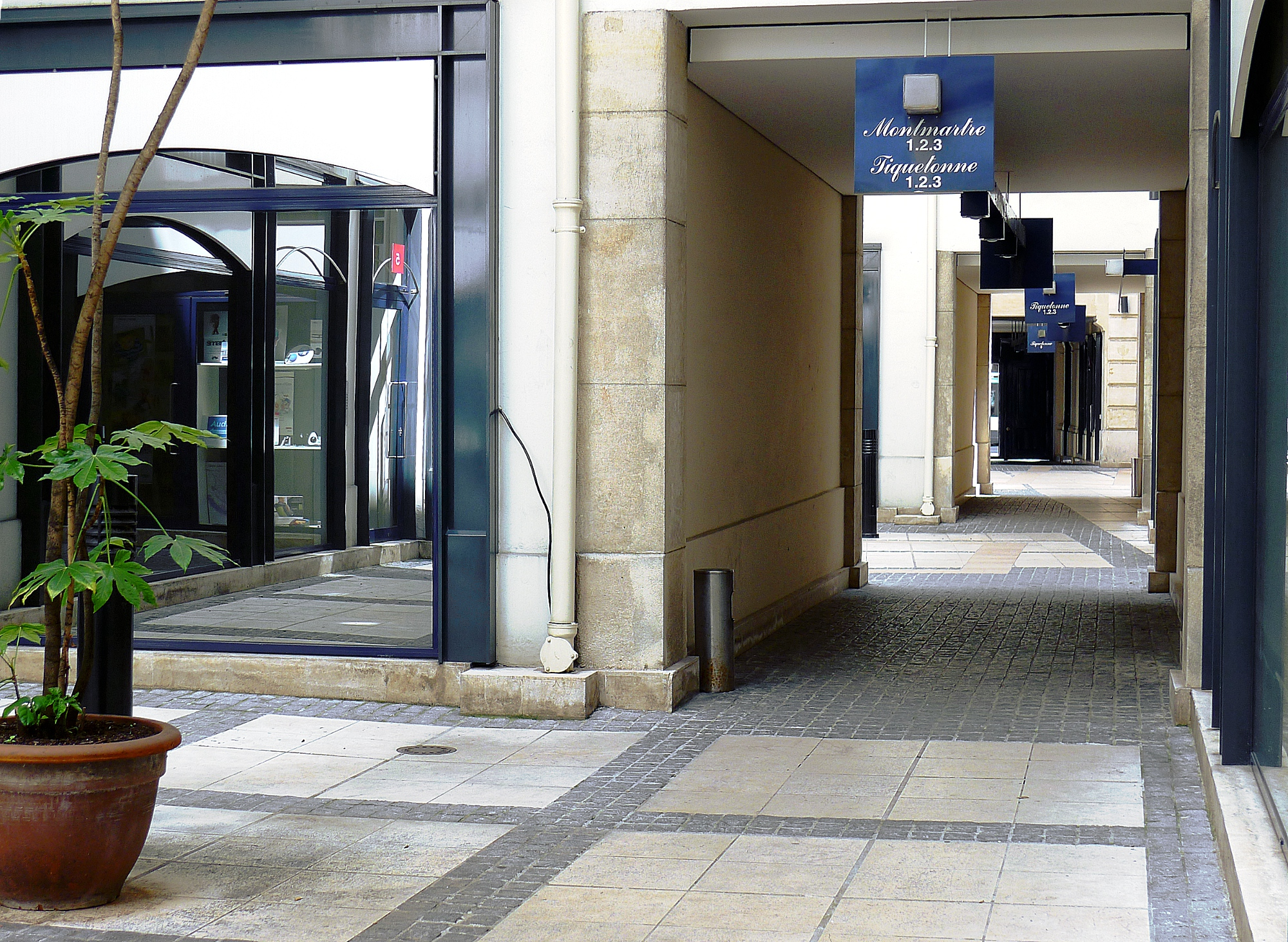
No 48, passage rejoignant la rue Tiquetonne.
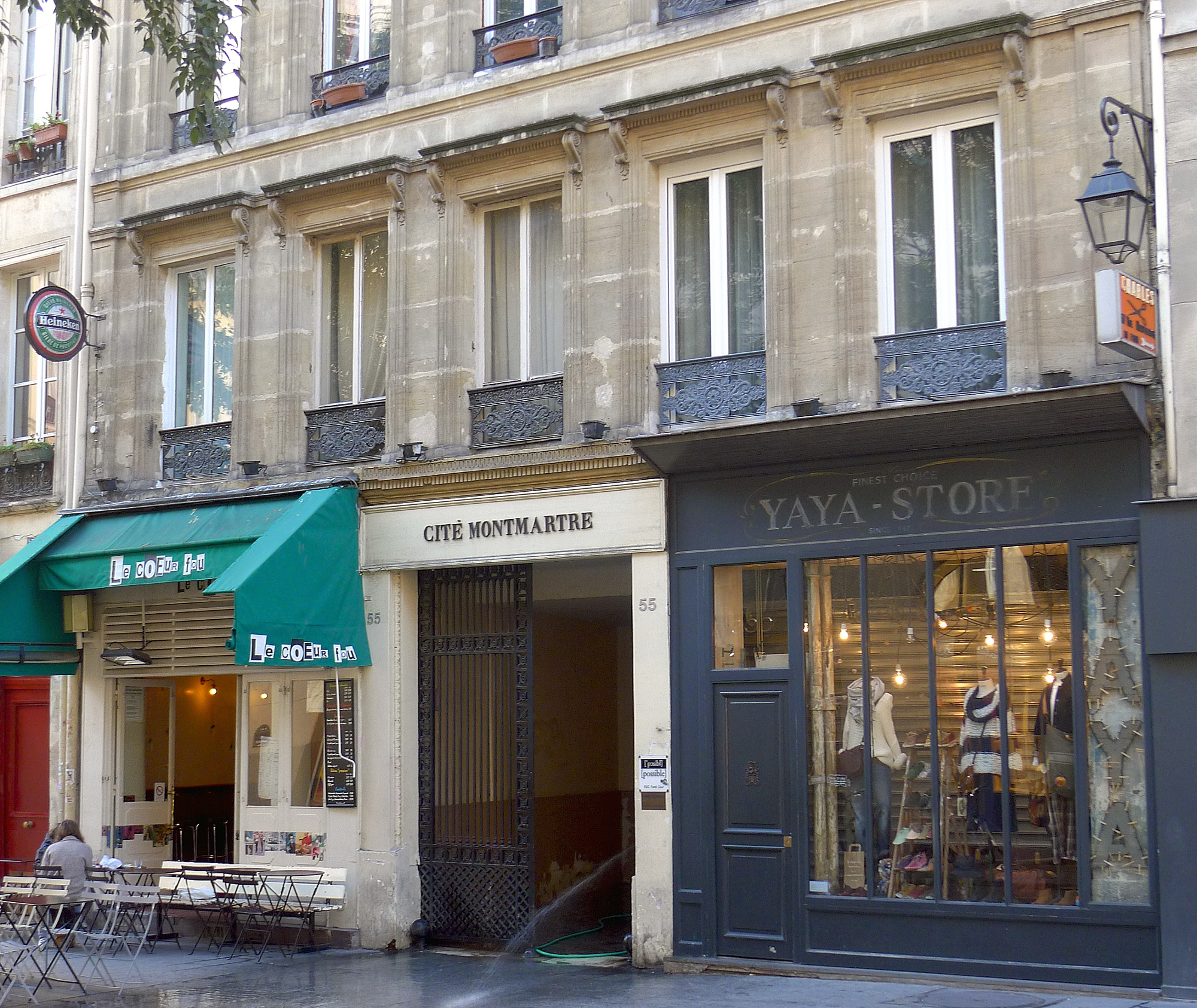
No 55, entrée de la cité Montmartre.
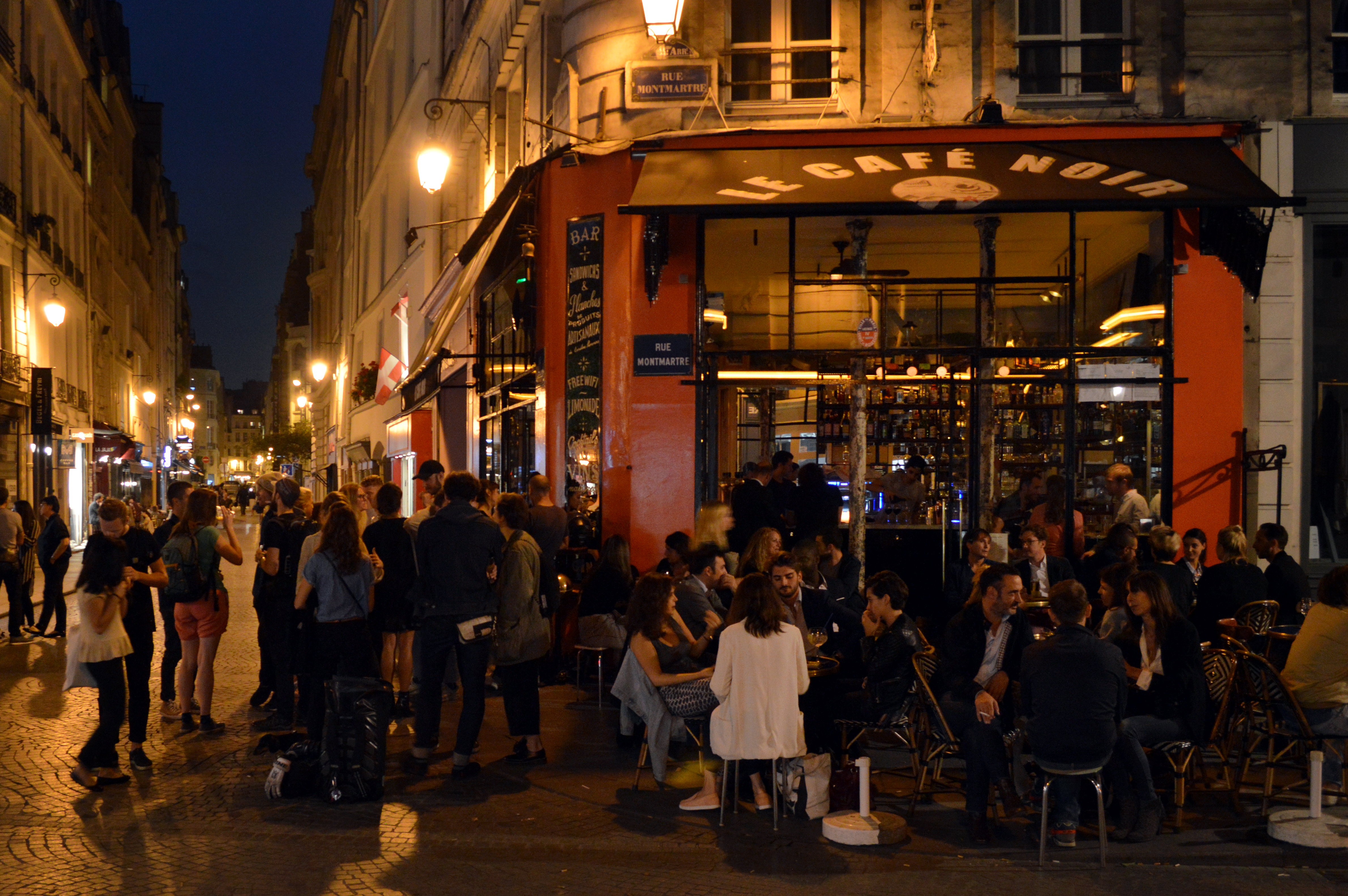
No 65, le Café Noir, et l'entrée de la rue d'Argout.
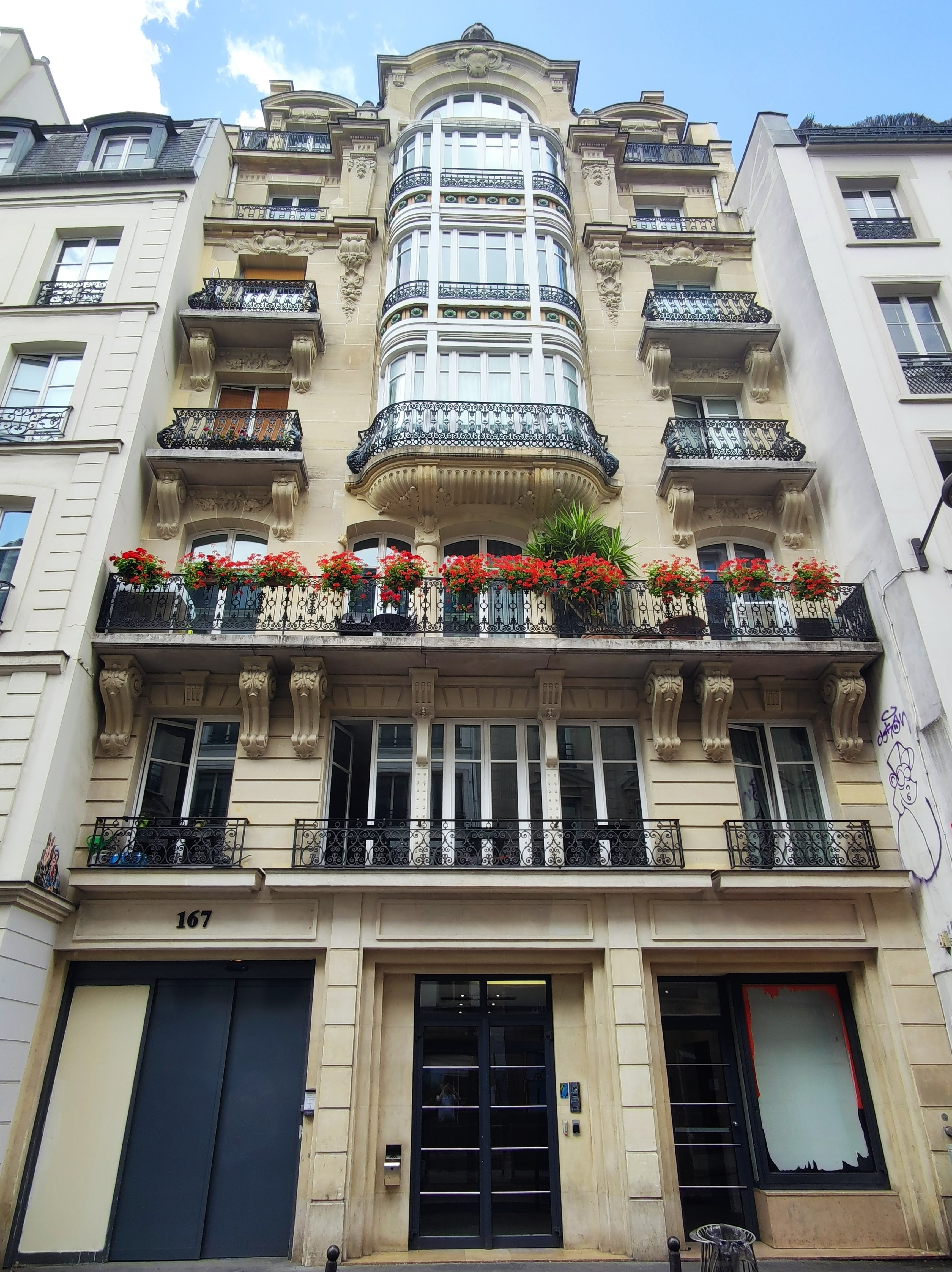
No 167.

- Dans cette rue se trouvaient au milieu du XVIIIe siècle les bureaux des banquiers Biost, Horion & Cie, spécialistes des traites et des remises de place en place[17].

### Dans la littérature et le cinéma

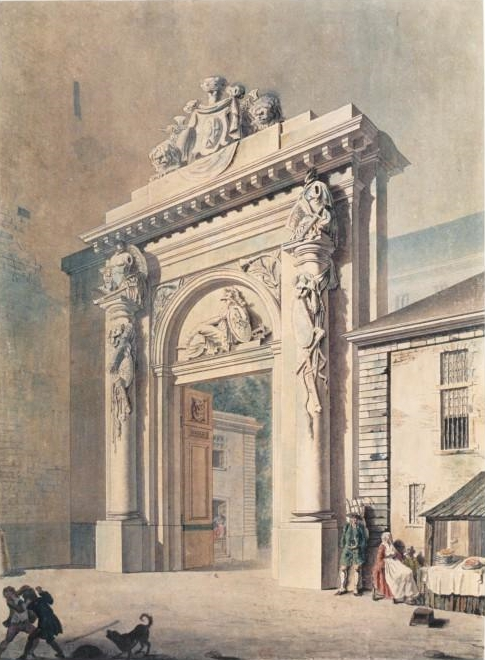
Claude-Nicolas Ledoux, Porte de l'hôtel d'Uzès à Paris, rue Montmartre, Bibliothèque nationale de France (Paris).

La rue Montmartre a inspiré de nombreux romanciers. Honoré de Balzac disait, au début de son roman Ferragus : « Quelques rues, ainsi que la rue Montmartre, ont une belle tête et finissent en queue de poisson. »
Ici, la tête de la rue est le haut de la rue, où se trouvait, à l'époque de Balzac, l'hôtel d'Uzès, tandis que la queue correspond aux premiers numéros actuels, au quartier des Halles.
Meurtre rue Montmartre de Pascal Dayez-Burgeon (Hatier, 1992) évoque la rue dans les années 1930.
Le no 125, rue Montmartre est situé dans un quartier à l’époque dédié avant tout à la presse. D’où le titre du film 125, rue Montmartre, film policier de Gilles Grangier, sorti en 1959 où Lino Ventura tient le rôle de Pascal, le crieur de journaux.
L’adresse de Bernard et Nathalie (indiquée dans Les Bronzés font du ski) est le 10, rue Montmartre.
Le 17, rue Montmartre est l'adresse fictive du local de SOS Détresse Amitié dans Le père Noël est une ordure alors que le film a été tourné devant l'immeuble du 17, rue du Faubourg-Montmartre.

## Pour approfondir